# Maevia inclemens
Maevia inclemens är en spindelart som först beskrevs av Charles Athanase Walckenaer 1837.  Maevia inclemens ingår i släktet Maevia och familjen hoppspindlar. Inga underarter finns listade i Catalogue of Life.